# Kazuki Yao
Kazuki Yao (矢尾 一樹, Yao Kazuki, (né le 17 juin 1959 à Kanazawa) est un seiyū et un acteur représenté par Mix Max.

## Doublage

### Animation télévisée
- Agatha Christie's Great Detectives Zizi and Netmarble (Dezumondo)
- Astro Boy (Skunk)
- Beast Wars (Starscream)
- Beast Wars Neo (Saberback)
- Berserk (Gennon)
- Betterman (Bodaiju)
- Black Jack (Takashi)
- Captain Tsubasa (Heffner)
- Détective Conan (Meitantei Conan) (Kuramoto Youji, Toby Keynes, Kando, Yaguchi Akihiko, Himuro Reiji)
- Corrector Yui (ja) (Kasuga Shinichi)
- Dancougar - Super Beast Machine God (Shinobu Fujiwara)
- Death Note (Shidoh)
- Demonbane (Tiberius)
- Digimon Adventure 02 (Igamon)
- Digimon Xros Wars (Zamielmon)
- F-Zero GP Legend (Jack Levin)
- Fullmetal Alchemist (Lieutenant Yoki)
- Genesis of Aquarion (Moroha)
- Grenadier (Suirou)
- Great Teacher Onizuka (Toshiyuki Saejima)
- Gunslinger Girl (Marco)
- Hanada shōnen shi (dad)
- History's strongest disciple Kenichi Kenichi: The Mightiest Disciple  (Takeda Ikki, Takeda the puncher)
- Hunter x Hunter (2011) (Majitani)
- Initial D (Kouichirou Iketani)
- Inuyasha: The Final Act (Kaō, English: The Flower Prince)
- Kaiji (Kitami)
- Kenran Butohsai (Episode 18, Crawley)
- Keroro-gunsō (Zoruru)
- Konjiki no Gash Bell!! (Steng)
- Marchen Awakens Romance (Puss n' Boots)
- Mobile Suit Gundam 00 (Arbor Lint)
- Mobile Suit Gundam ZZ (Judau Ashta)
- Mobile Suit Zeta Gundam (Gates Capa, Addis Aziba)
- Monster Rancher (Tiger)
- NG Knight Lamune & 40 (Da Cider)
- Nerima Daikon Brothers (Prime Minister Oizuma)
- Ninja Scroll: The Series (Kawahori)
- One Piece (Jango, Mr. 2 Bon Clay, Franky, Faux Sogeking)
- Pokémon (Byron)
- Pretty Sammy TV (Ginji Kawai)
- Saint Seiya Omega (Harbinger du Taureau)
- Shijou Saikyo no deshi kenichi (Ikki Takeda)
- Street Fighter 2 V (Fei Long)
- Tenjho Tenge (Bunshichi Tawara)
- Wedding Peach (Pluie)
- Wolverine (Hideki Kurohagi)
- Yaiba (General Mongetzu, Gekko)
- Zoids: Chaotic Century (Stinger)
- Crows (Bando Hideto)

### OVA
- Amon: The Apocalypse of Devilman (Zellos)
- Bastard!! (Dark Schneider)
- Gunbuster (Aim for the Top! - Top wo Nerae!) (Toren Smith)
- The Heroic Legend of Arslan (Guibu)
- Legend of the Galactic Heroes (Warren Hughs)
- Madara (Seishinja)
- Megazone 23 Parts I and II (Shogo Yahagi)
- Murder Princess (Dominikov)
- Rance: Sabaku no Guardian (Rance)
- Ushio and Tora (Juro)
- Yagami-kun's Family Affairs (Yūji Yagami)
- Soreyuke Marine-chan (Stripper in episode 2)

### Théâtre
- Violinist of Hameln (Hamel)

### Jeux vidéo
- Angelique (Pastha)
- Berserk and the Band of the Hawk (Gennon)
- Demonbane (Tiberius)
- Dynasty Warriors: Gundam (Judau Ashta)
- Dynasty Warriors: Gundam 2 (Judau Ashta)
- Kaiser Knuckle (known outside of Japan as Global Champion) (Kazuya)
- One Piece (Jango, Mr. 2 Bon Clay, Franky)
- Super Robot Wars series (Judau Ashta, Gates Capa, Fujiwara Shinobu)
- Tales of the Abyss (Dist)
- Ys 4: The Dawn of Ys (Mīyu)

### Tokusatsu

#### Séries TV
- 1985 : Comme tu le sens ! Kamitaman (Mosga)
- 1994 : Ninja Sentai Kakuranger (Ninjaman/Samuraiman)
- 1996 : Gekisō Sentai Carranger (OO Batton)
- 1997 : B-Robo Kabutack (Denden Roller)
- 1999 : Enflamme-toi !! Robocon (Robobos)
- 1999 : VoiceLugger (Buzarma)
- 2005 : Mahou Sentai Magiranger (Dieu des enfers Drake)
- 2006 : GoGo Sentai Boukenger (Ouga)
- 2011 : Kaizoku Sentai Gokaiger (Ninjaman)
- 2012 : Hikonin Sentai Akibaranger (Doctor Z)
- 2013 : Hikonin Sentai Akibaranger: Saison 2suu! (Doctor Z)
- 2013 : Zyuden Sentai Kyoryuger (Debo-méteore)
- 2015 : Shuriken Sentai Ninninger (Yōkai supérieur Oboroguruma)

#### V-Cinema
- 1997 : B-Robo Kabutack : Grande bataille de Noël !! (Denden Roller)
- 1999 : Enflamme-toi !! Robocon VS Courage !! Robocon (Robobos)
- 2001 : Mirai Sentai Timeranger VS GoGoFive (Boxeur assassin Boribaru)

#### Web-séries
- 2017 : Kamen Sentai Gorider (Totema)
- 2024 : Ninja Sentai Kakuranger : Troisième acte - Crise de milieu de vie (Ninjaman)